# Région de la Guinée

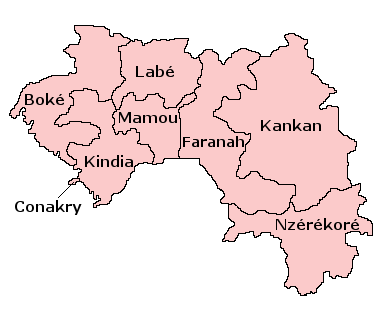

La Guinée est divisée en 8 régions administratives. 7 régions autres que la région spéciale de Conakry sont subdivisées en 33 préfectures.

## Histoire
Les 7 régions administratives et la région spéciale de la Ville de Conakry sont instaurées par la loi ordinaire 2017-040 du 24 février 2017.
| Région    | Chef-lieu | Zone    | Préfectures | Sous-préfectures | Superficie (km2) | Populations (recensement de 2014) |
| --------- | --------- | ------- | ----------- | ---------------- | ---------------- | --------------------------------- |
| Boké      | Boké      | Ouest   | 5           | 37               | 31 186           | 1 081 445                         |
| Conakry   | Conakry   | Ouest   | n/A         | 6                | 450              | 1 667 864                         |
| Farana    | Farana    | Est     | 4           | 42               | 35 581           | 942 733                           |
| Kankan    | Kankan    | Est     | 5           | 57               | 72 145           | 1 986 329                         |
| Kindia    | Kindia    | Ouest   | 5           | 45               | 28 873           | 1 559 185                         |
| Labé      | Labé      | Central | 5           | 53               | 22 869           | 995 717                           |
| Mamou     | Mamou     | Central | 3           | 36               | 17 074           | 732 117                           |
| Nzérékoré | Nzérékoré | Est     | 6           | 66               | 37 658           | 1 663 582                         |